# Cattolica dei Greci
La chiesa della Cattolica "dei Greci", o Santa Maria della Cattolica "dei Greci",  rappresenta l'istituzione cristiana più antica nella città Reggio Calabria. Essa sorge tra via Giudecca e via Aschenez, entrambe vie che testimoniano la presenza di una nutrita comunità ebraica nel capoluogo calabrese.

## Storia
Durante il periodo bizantino, la chiesa di Santa Maria della Cattolica rappresentò il principale luogo di culto cristiano della città.
Con l'avvento dei Normanni la chiesa perse importanza a causa della latinizzazione del rito, che a Reggio fu introdotto durante il medioevo più che in epoca romana. Il rito greco-bizantino continuò ad essere praticato solo per qualche tempo, per poi non trovar più traccia in epoca moderna (fine del XVI secolo).
Dal 1818, il protopapa che celebra la funzione religiosa non è più indipendente dal vescovado.

### La cattedrale bizantina

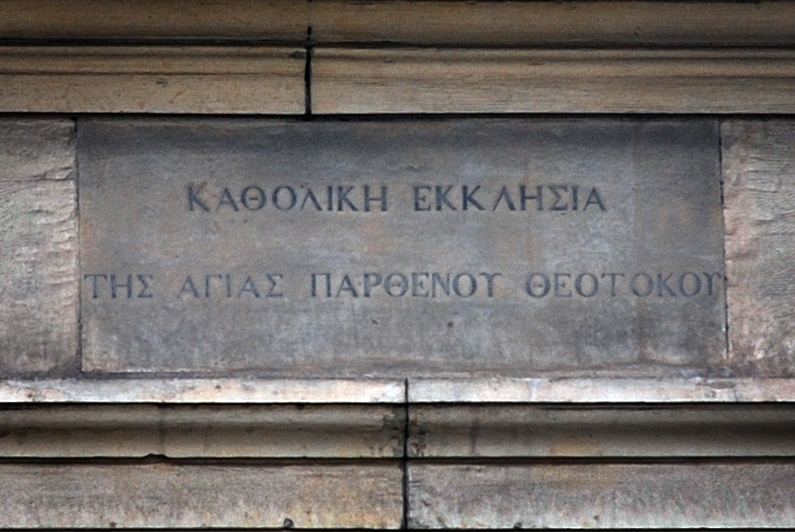
Iscrizione in greco bizantino.

Le origini della Cattolica sono legate al culto cristiano bizantino: la chiesa infatti è stata per secoli la cattedrale della città e poi - con l'avvento del rito latino - la concattedrale di rito greco.
In origine il tempio fu edificato nei pressi dell'odierna piazza Italia, tra il Teatro Cilea e palazzo Melissari-Musitano. A memoria di ciò, rimane oggi proprio in quel punto la via Cattolica dei Greci. Durante il corso della sua storia, la chiesa attraversò varie vicende, ultima delle quali il distruttivo terremoto del 1783.

### Il nuovo stile neoclassico
Distrutta dal terremoto, la Cattolica venne riedificata nel 1876 sull'attuale sito, leggermente più a est dal luogo originario, questa volta in stile neoclassico e su progetto dell'architetto Antonino Pugliese.
Danneggiata dal successivo sisma del 1908, fu restaurata nel 1954 per poi riaprire al culto il 25 marzo 1957.

## I protopapi
Dopo il nome semi-leggendario del primo protopapa della chiesa di Reggio, Pietro del XII secolo, si conoscono i nomi dei seguenti protopapi, a partire dal XV secolo fino ad oggi:
- Giovanni Nicola Spanò (1494-1533), sposato.
- Alfonso Spanò (1533-1538), figlio del precedente, sposato con tre figli. L'ultimo protopapa reggino che risulta sposato.
- Consalvo Gaetano (1539-1544), nominato a sette anni: l'amministrazione era retta dal padre, Diego.
- Alfonso De Samano (1544-1555)
- Bernardino Suppa (1556-1590)
- Annibale Logoteta (1590-1629)
- Giovanni Battista Comacchio (1631-1635), eletto dopo un breve interregno di Raffaele Prato, eletto dalla città e riconosciuto dal Papa, ma non dal Viceré.
- Giuseppe Mari (1635-1648).
- Giuseppe Logoteta (1648-1674).
- Paolo Logoteta (1675-1709).
- Giuseppe Logoteta juniore (1710-1743), durante il cui mandato si ebbero forti attriti con l'arcivescovo latino.
- Antonio Basile (1746-1756), eletto dopo un periodo di dissidi che non consentirono una nomina.
- Antonio Oliva (1756-1760)
- Rodolfo Morisani (1760-1769)
- Filippo Mantica (1769-1771)
- Vincenzo Dainotto (1771-1818)

In epoca recente, protopapi sono stati:
- Mons. Antonio Musolino ( -1998)
- Mons. Filippo Curatola (1998-2011)
- Don Valerio Chiovaro[4] (2011-2022)
- Don Antonino Ventura[5] (2022-)

## Descrizione

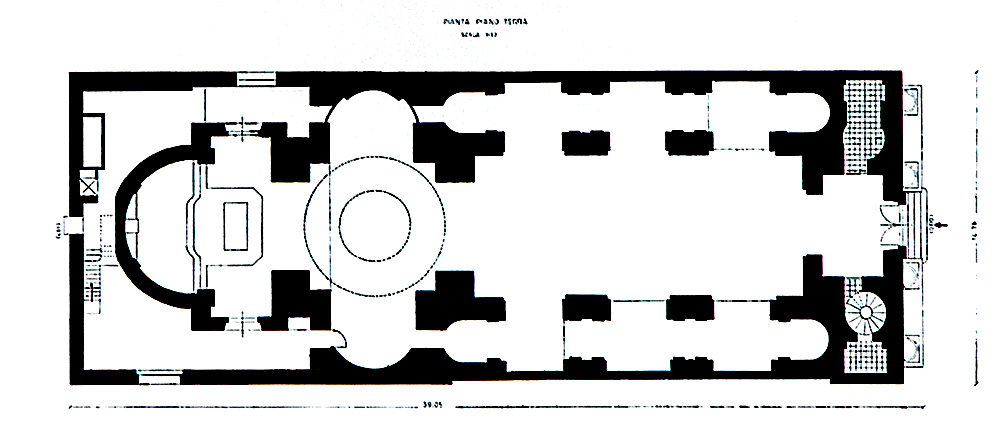
Pianta della chiesa.

La tipologia dell'edificio è oggi a croce latina a tre navate, delle quali la centrale termina con abside semicircolare e all'altezza del transetto c'è una cupola illuminata al centro, riccamente decorata con stucchi e cornici ovali, che racchiudono volti di santi. All'interno sono leggibili le due fasi costruttive della chiesa, ovvero la parte inferiore della navata centrale e il presbiterio attraverso la ricca cornice che scorre per tutto il perimetro. Il prospetto principale conserva elementi compositivi neoclassici come l'uso dell'ordine gigante attraverso le quattro colonne con capitelli compositi e basi su zoccolo continuo, sormontati da alta trabeazione, timpano sul quale è collocata una croce in ferro battuto e a completamento ci sono due torri campanarie.
Sotto il frontone un'iscrizione in greco recita:
All'interno, infine, è degno di nota il sigillo della corona di spine di cristo.

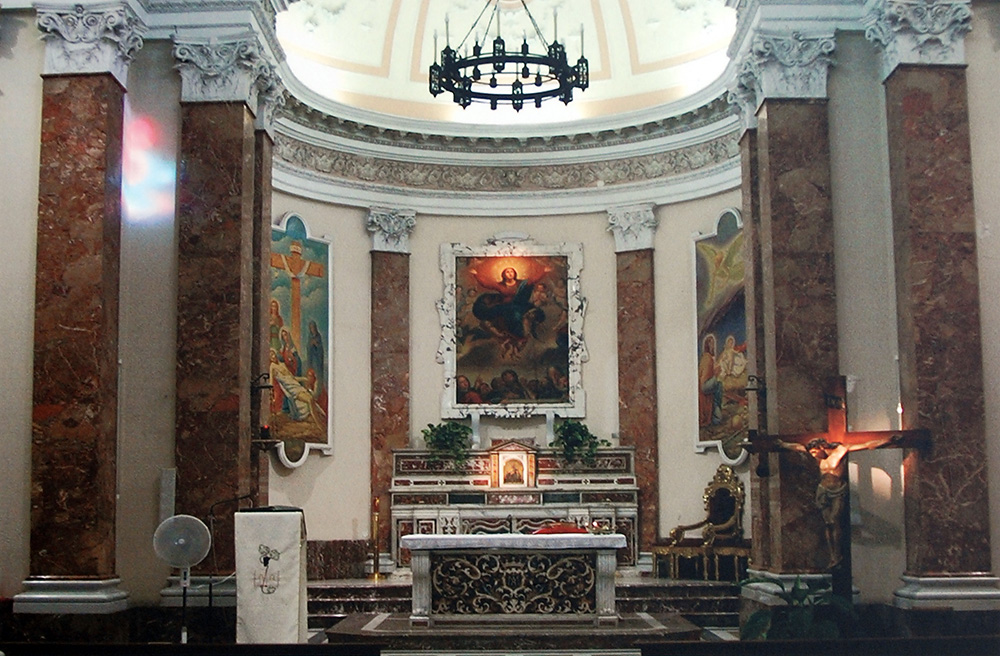
Interno della chiesa
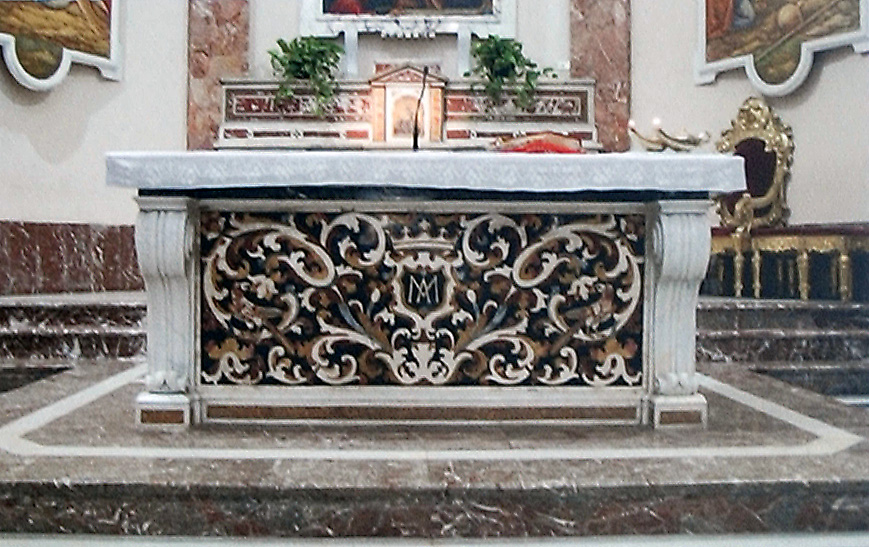
L'altare
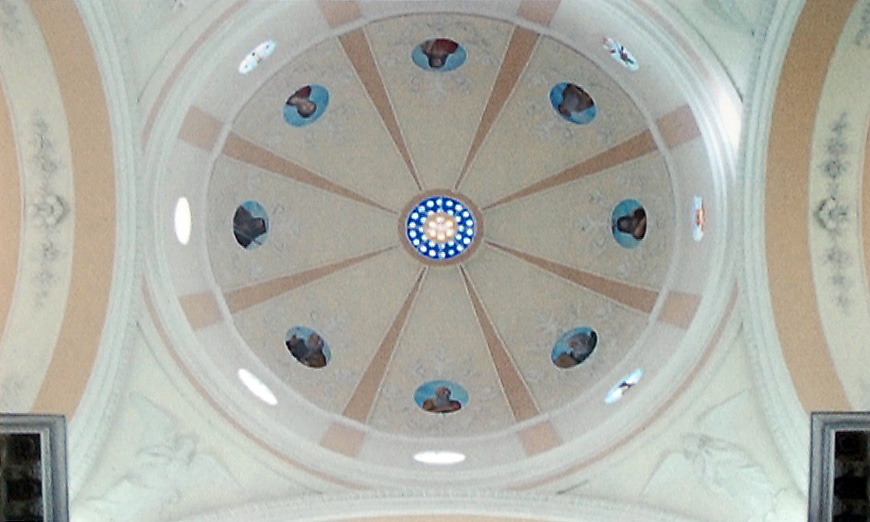
L'interno della cupola
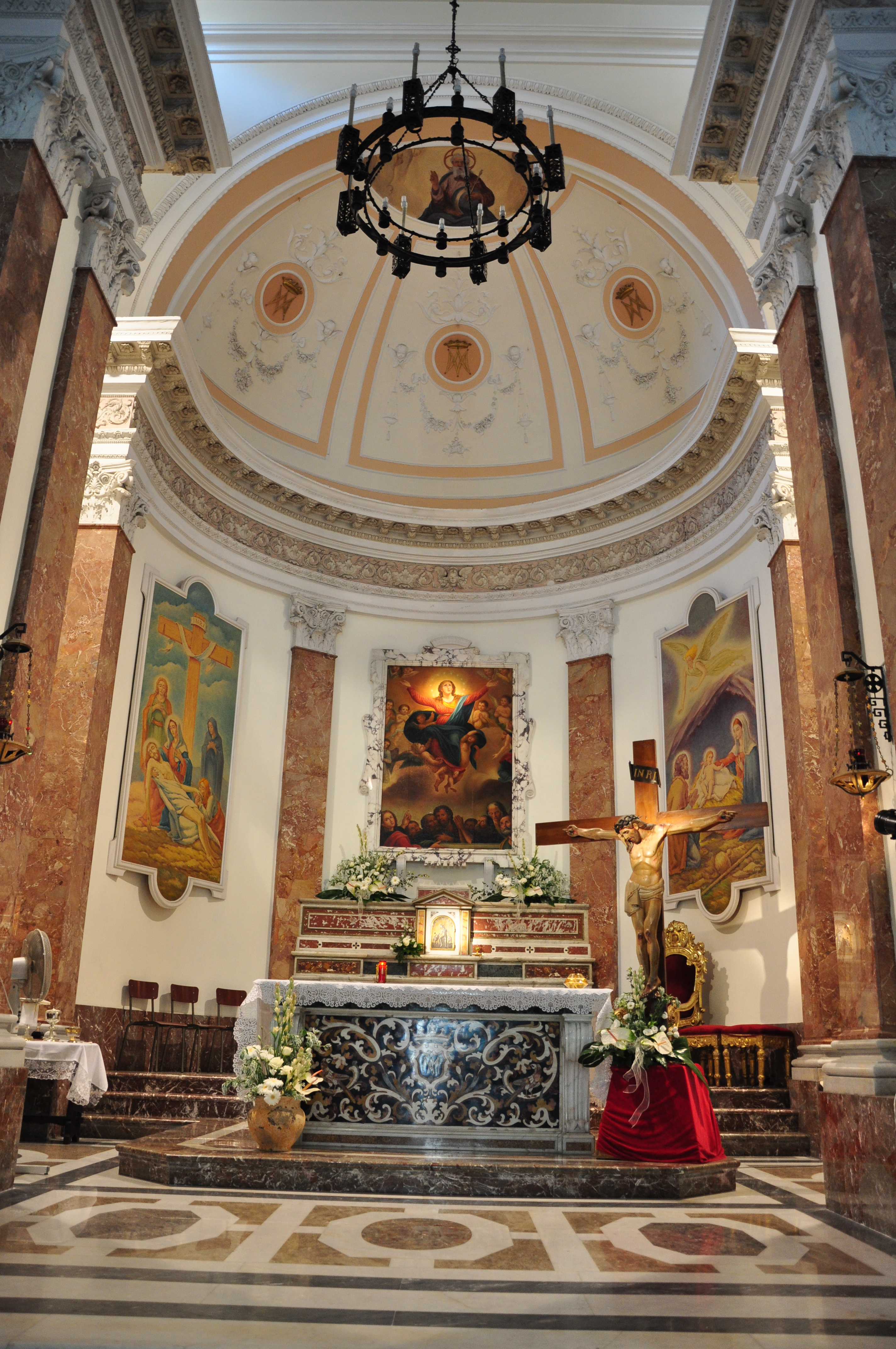
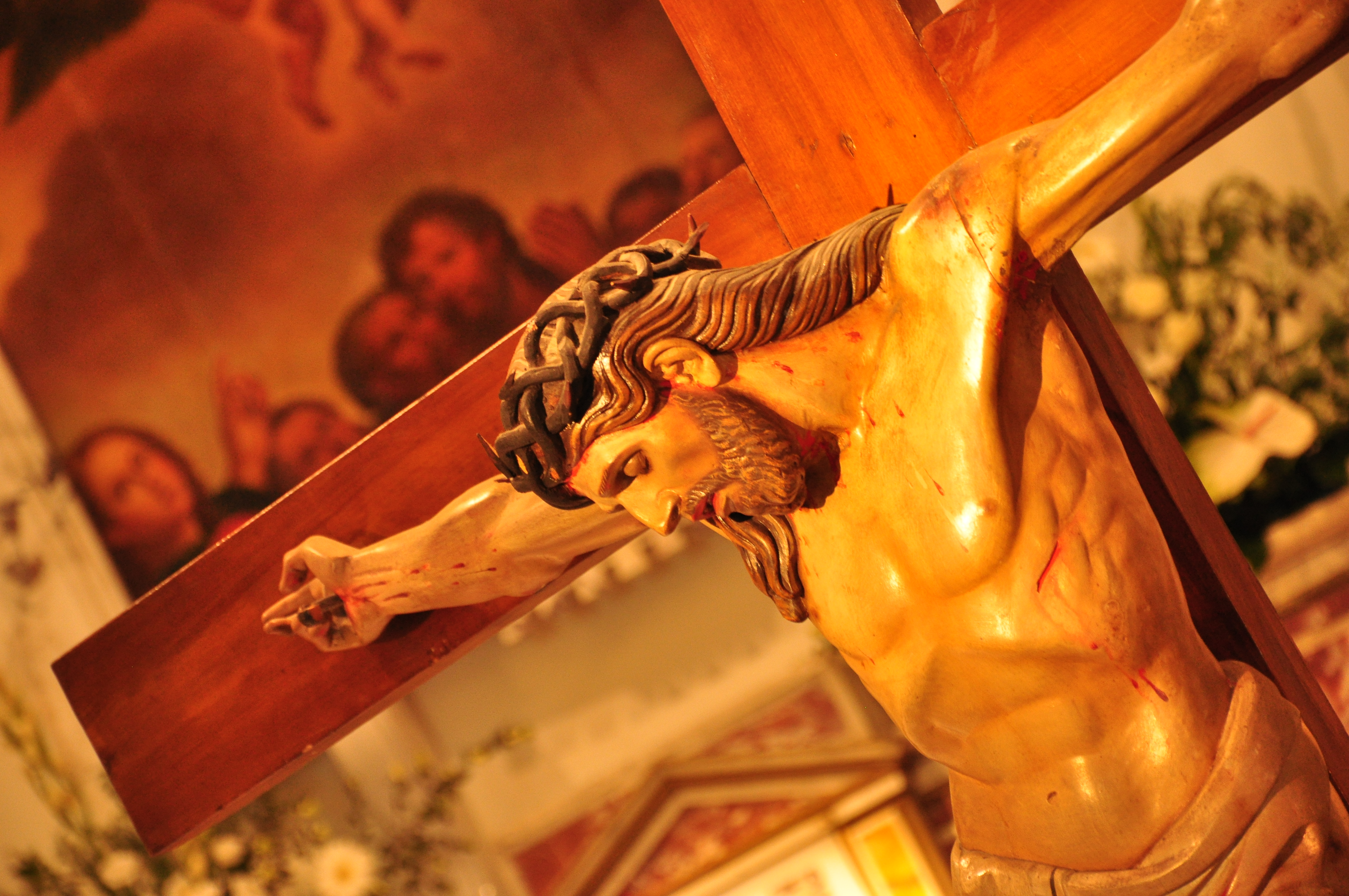
Il crocifisso ligneo

### Il portale bronzeo
Di notevole importanza è il portale in bronzo dorato, opera dello scultore reggino Giuseppe Niglia, diviso in due ante alte 6 metri. Lo stile del portale è in stile eclettico, tipico di molte opere eseguite in città, fondendo il gusto mediterraneo e quello nord-europeo.
Le due ante del portale, unite ma non divise dal battente, formano una sequenza che si sviluppa in un unico scenario:
(Elvira Natoli)
Sul portale sono rappresentate in maniera simbolica con otto formelle:
1. l'Annunciazione
2. la Natività
3. la Presentazione al tempio
4. la Fuga in Egitto
5. la Predicazione di Gesù nel tempio
6. le Nozze di Cana
7. la Crocifissione
8. l'Assunzione della Vergine.